# José María Pampillón
José María Pampillón (Minas, Uruguay, 1831 – San Juan Bautista[cita requerida], 18 de octubre de 1905) fue un militar, perteneciente al Partido Blanco, uno de los caudillos de esa corriente histórica. 
Combatió en las filas del Partido Blanco desde su juventud. 
Era teniente del Ejército Nacional, cuando se inicia la Revolución de Venancio Flores (“Cruzada Libertadora de 1863”); en tales combates ascendió a capitán. 
En 1870-1872 participa en la Revolución de las Lanzas liderada por el jefe blanco Timoteo Aparicio y comenzó a adquirir aristas de caudillo, sobre la base de su favor personal y a fuerte carácter. 
Se enemista con Timoteo Aparicio cuando este acordó con Lorenzo Latorre su pasividad ante el golpe de Estado que dio inicio al militarismo, y resistió al frente de tropas que le respondían personalmente hasta diciembre de 1875. 
Más tarde fue designado comisionado en el Departamento de San José, pero su choque con las autoridades departamentales y nacionales fue constante. Acusado de abusos y atropellos, fue confirmado sin embargo por Máximo Santos, a quien respalda inicialmente y que le otorga el grado de coronel; pero luego desertó y se sumó al movimiento antidictatorial que termina derrotado en la Revolución del Quebracho (1886). 
En una escaramuza contra las fuerzas gubernistas fue herido de cierta consideración. Incorporado al Ejército con el advenimiento del llamado “gabinete de conciliación”, no participa de la Revolución de 1897, que se opuso a la dictadura de Juan Lindolfo Cuestas y se mantuvo fiel, en principio, al gobierno, pero al estallar la Revolución de 1904, se refugió en la embajada de Argentina. Logra, después de arduas gestiones, autorización para viajar a Buenos Aires. Allí, con 75 años, organiza una fuerza armada que intenta invadir el país por el Departamento de Colonia a finales de agosto de 1904, pero fue totalmente desbaratada en Nueva Palmira. Huye con unos pocos hombres y se incorpora a la rebelión que expiraba tras la Batalla de Masoller.